# Zumtobel
Zumtobel est un fabricant autrichien de système d'éclairage extérieur et intérieur, d'éclairage à base d'OLED ou de LED, qui possède comme filiale Thorn Lighting, et Tridonic.